# Hải Hà (sông)
Các nghĩa khác, xem bài Hải Hà.

Lưu vực sông Hải Hà

Hải Hà (tiếng Trung: 海河), trước đây còn gọi là Bạch Hà (白河), là một con sông tại Trung Quốc, chảy từ Bắc Kinh và Thiên Tân tới vịnh Bột Hải của Hoàng Hải. Nó dài 1.329 km. Lưu vực của nó khoảng 319.000 km² (123.000 dặm vuông), bao trùm các tỉnh và thành phố như Bắc Kinh, Thiên Tân, Hà Bắc, một phần của các tỉnh Hà Nam, Sơn Đông, Sơn Tây, Nội Mông Cổ. Lưu lượng dòng chảy của nó hàng năm bằng khoảng một nửa của sông Hoàng Hà hay 1/30 của sông Dương Tử. Tại Thiên Tân, thông qua Đại Vận Hà, sông Hải Hà nối liền sông Dương Tử với sông Hoàng Hà. Giống như Hoàng Hà, sông Hải Hà có nước rất đục do chứa nhiều đất đá ở dạng bột trong dòng chảy của nó.
Hải Hà có 5 chi lưu (sông nhánh) lớn là Bắc Vận Hà, Nam Vận Hà, Đại Thanh Hà, Tử Nha Hà cùng Vĩnh Định Hà. Do độ cao địa hình của Hải Hà là không lớn nên khi triều lên thì nước chảy ngược dòng còn khi triều xuống thì nước chảy xuôi dòng.

## Xem thêm

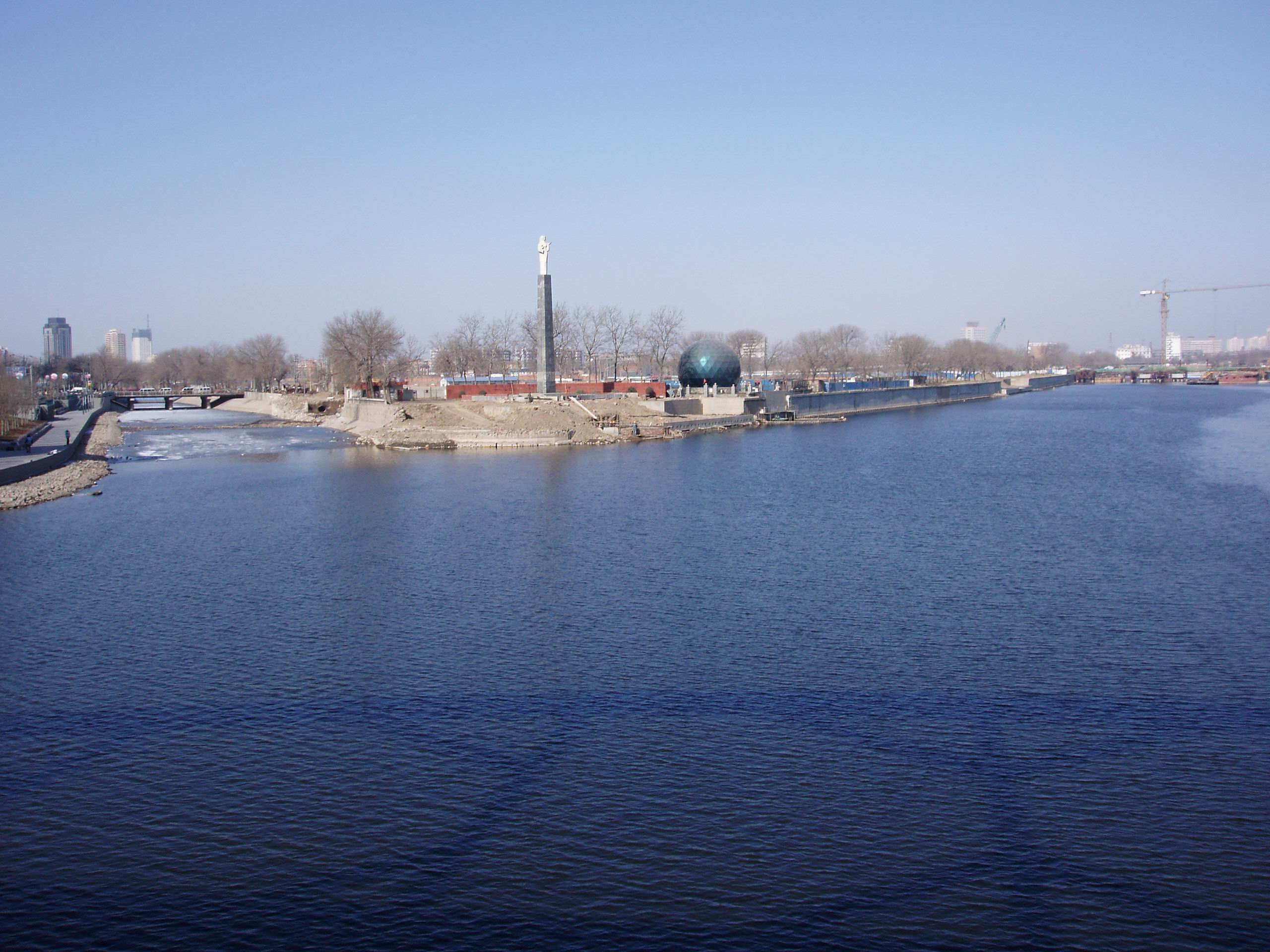
Sông Hải Hà